# Lito (football, 1956)
Pour les articles homonymes, voir Lito.
José Eldon de Araújo Lobo Júnior, plus communément appelé Lito, est un footballeur portugais né le 10 août 1956 à Luanda en Angola portugais. Il évoluait au poste d'attaquant.

## Biographie

### En club
Formé au Vitória Setúbal, il découvre la première division portugaise en 1974,,.
En 1977, il rejoint le Sporting Braga,,.
En 1979, après deux saisons passées dans le club du Nord du Portugal, il devient joueur du Sporting Portugal, club qu'il représente jusqu'en 1985,,.
Avec les Lions, il remporte à deux reprises le Championnat du Portugal en 1980 et en 1982 (le club réalise le doublé coupe/championnat cette année-là),.
A l'issue d'une dernière saison 1985-1986 avec le Sporting Braga, il raccroche les crampons,,.
Il dispute un total de 231 matchs pour 46 buts marqués en première division portugaise,. Au sein des compétitions européennes, il dispute 7 matchs en Coupe des clubs champions pour aucun but marqué et 13 matchs en Coupe UEFA pour un but marqué.

### En équipe nationale
International portugais, il reçoit deux sélections en équipe du Portugal en 1983. Le 8 juin, il dispute un amical contre le Brésil (défaite 0-4 à Coimbra). Le 28 octobre, il joue un match contre la Pologne dans le cadre des qualifications pour l'Euro 1984 (victoire 1-0 à Wrocław).

## Palmarès
Sporting CP
| - Championnat du Portugal (2) : - Champion : 1979-80 et 1981-82. - Coupe du Portugal (1) : - Vainqueur : 1981-82. |  | - Supercoupe du Portugal (1) : - Vainqueur : 1982. |